# Spello
Spello is een plaats in de Italiaanse regio Umbrië in de provincie Perugia.
Het stadje ligt in het oosten van Umbrië op de zuidelijke helling van de Monte Subasio. Nadat het door de Umbriërs was gesticht, kwamen de Romeinen, die het de naam Hispellum gaven. Uit deze periode resten nog een stadspoort en delen van de stadsmuur en een amfitheater. Spello behoort tot de best bewaarde historische plaatsen van Italië. Bij de bouw van het voornamelijk middeleeuwse centrum is veel gebruikgemaakt van het roodachtige gesteente van de Monte Subasio.
Enkele belangrijke monumenten in het compacte centrum zijn: de kerken Santa Maria Maggiore uit 1285, met fresco's van Pinturicchio en San Claudio (12de eeuw) en de stadspoorten Porta Venere en Porta dell'Arce.
De plaatselijke economie is vooral afhankelijk van de landbouw. Rondom Spello worden voornamelijk olijven, druiven, tabak en granen verbouwd. Ook de veeteelt speelt een voorname rol. Er is wat industrie in de streek gevestigd, deze is voornamelijk gericht op textiel, elektronica en voedingsmiddelen. De smalle, soms steile straten met plantenbakken maken Spello ook voor toerisme een geliefde plaats.

## Geboren
- Giovanni Benedetti (1917 -2017), bisschop

## Externe link

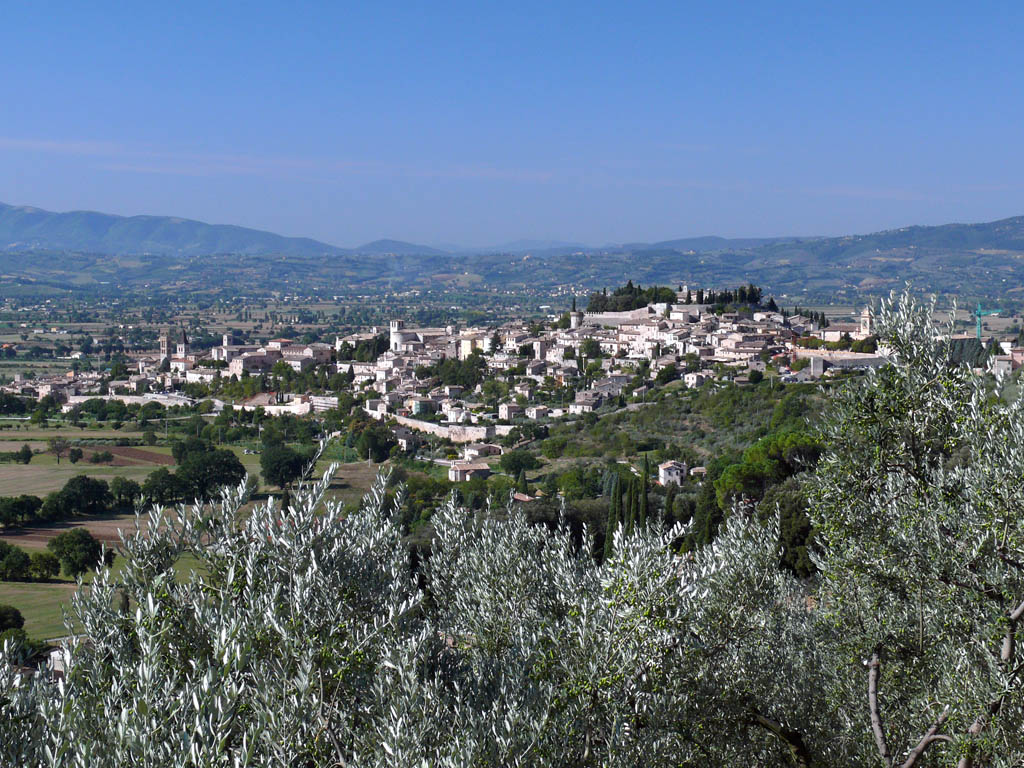
Gezicht op Spello